# Glossaire des enchères en France
- Haut – A
- B
- C
- D
- E
- F
- G
- H
- I
- J
- K
- L
- M
- N
- O
- P
- Q
- R
- S
- T
- U
- V
- W
- X
- Y
- Z

## A

### Adjugé
Terme prononcé par le commissaire-priseur et accompagné d'un coup de marteau pour signifier qu’un objet mis en vente devient la propriété de celui qui a porté la plus forte enchère. Seul le mot « adjugé » formalise l’adjudication et transfère la propriété du lot au meilleur enchérisseur.
Généralement, il est précisé si le bien est adjugé à une personne au téléphone, à une personne ayant laissé un ordre d’achat à la SVV, à l’expert ou au commissionnaire. 

### Atelier de...
Mention dans la description d’une œuvre d’art suivie d'un nom d'artiste, elle garantit que l'œuvre a été exécutée dans l'atelier du maître cité ou sous sa direction.

### Attribué à...
Mention dans la description d’une œuvre d’art suivie d'un nom d'artiste, elle garantit que l'œuvre ou l'objet a été exécuté pendant la période de production de l'artiste mentionné et que des présomptions sérieuses désignent celui-ci comme l'auteur vraisemblable.

### Avance
Depuis l’entrée en vigueur de la loi du 10 juillet 2000, les SVV sont autorisées à accorder aux vendeurs une avance sur le produit attendu de la vente d’un bien dont ils sont propriétaires. Cette avance se fait sur les fonds propres de la SVV.

## B

### Bien culturel
Ce terme juridique désigne les objets d’art et de collection ou les antiquités. La loi du 10 juillet 2000 en soumet le courtage aux enchères par voie électronique à l’autorisation du Conseil des ventes volontaires.

### Bien volé ou disparu
La règle reste une présomption de propriété, cependant, la jurisprudence récente tend à obliger l’organisateur d’une vente à s’intéresser à la régularité de la mise en vente de l’objet qu’on lui confie. Le Code de commerce impose également aux SVV de tenir un registre de police ainsi qu’un répertoire de leur procès verbaux.

### Bordereau d'adjudication
Le bordereau d'adjudication est la liste des objets remportés par un acheteur. Elle précise le prix d'adjudication et les frais pour chacun des lots. Elle tient lieu de preuve d'achat.

## C

### Catalogue
Ouvrage imprimé contenant la description, le numéro d’ordre de la vacation et parfois la photo de chacun des meubles et objets constituant la vente. L'estimation des lots peut aussi y être mentionnée, mais elle est facultative. Le catalogue doit décrire les objets vendus de telle façon que l’acheteur ne puisse concevoir aucun doute sur l’identité et les qualités réelles de ces objets, il engage ainsi la responsabilité de leurs auteurs (SVV et experts). Les termes employés pour la description doivent donc respecter les définitions établies par le décret no 81-255 du 3 mars 1981.

### Clerc
Collaborateur de la SVV. Il réalise des expertises et des inventaires, prépare les ventes, renseigne et prend des ordres d’achat pendant l’exposition. Il présente parfois les lots pendant la vente. D’une manière générale, il effectue les tâches courantes au sein d’une SVV.

### Commissaire du gouvernement
Le Commissaire du gouvernement est un magistrat du Parquet placé auprès du Conseil des Ventes. Outre le respect de la loi, il a un double rôle :
- Consultatif : il rend des avis sur les demandes d’agrément des SVV et des experts, mais aussi sur toutes les questions soumises au Conseil des Ventes.
- Disciplinaire : il reçoit et instruit les plaintes et peut saisir le Conseil des Ventes statuant en matière disciplinaire.

Ses observations sont jointes au rapport annuel du Conseil des Ventes. 

### Commissionnaire
Un commissionnaire ou « collet rouge » est un manutentionnaire de l'Union des Commissionnaires de l'Hôtel des Ventes (UCHV), créé en 1834. Ils sont reconnaissables à leur veste noire à colle rouge, sur lequel est brodé un numéro. Ils sont organisés en corporation, et sont composés exclusivement de savoyards. Leur engagement se fait par cooptation. En 1860, Napoléon III reconnut le monopole savoyard sur l'UCHV. La corporation comptait 90 membres en 1891 et 110 en 1920, nombre inchangé depuis. Chaque commissionnaire est propriétaire de son numéro qu'il revend à son successeur. Celui qui débute est appelé un bis et pendant 6 mois il va travailler sous la supervision d'un parrain en se vêtant d'un col noir. Au bout de 3 mois, les 110 cols rouges se réunissent et votent à la majorité l'embauche du bis. Dans ce cas, il va parfaire son apprentissage avant de revêtir la fameuse veste à col rouge. On dit alors qu'il est en pied. Le bis hérite du numéro de son vendeur (qui figure sur le col rouge de la veste) et aussi de son sobriquet. Il n'y a ni hiérarchie, ni ancienneté, ni grille de salaires, la société est divisée en 110 parts égales. Toutes les décisions sont soumises au vote en réunion plénière à bulletins secrets. On y élit les brigadiers constituant le bureau pour une durée de 2 ans. Les revenus de la société sont versés dans une caisse commune et redistribués équitablement entre les membres en fonction des jours travaillés par chacun, les jours chômés et les vacances ne sont pas rémunérés. L'UCHV, qui est en fait une entreprise de transport et de prestations de services, bénéficie d'un monopole de fait mais non de droit avec l'Hôtel Drouot. Le mode de fonctionnement de la corporation induit une rotation des tâches à effectuer et non une spécialisation du travail. Ainsi chacun est-il tour à tour porteur, chef d'équipe, rippeur, metteur sur table et tous les 4 ans, chacun est chauffeur durant un an. Quelques postes fixes, élus par leurs pairs, échappent à la rotation, ce sont le gérant, les brigadiers, le mécanicien et les 2 magasiniers qui s'occupent des dépôts en sous-sol.

### Compte de tiers
Compte ouvert par une SVV auprès d’un établissement de crédit et destiné à recevoir exclusivement les fonds détenus pour le compte d’autrui. La totalité des fonds encaissés pour le compte des vendeurs et leur revenant doit y être déposés. Aucune autre opération ne doit être réalisée sur ce compte. Les fonds ne peuvent être placés qu’au profit du vendeur et avec son accord. Le ou les comptes de tiers ne doivent jamais être débiteurs.

### Conditions de vente
Les conditions de vente constituent les termes auxquels s’engagent les SVV en qualité d'organisateur de ventes aux enchères vis-à-vis de leurs acheteurs, ces derniers doivent donc en avoir pris connaissance et les accepter pour se porter acquéreur (acceptation tacite). On y retrouve notamment :
- les moyens de porter les enchères (en personne, par téléphone, par ordre d’achat écrit ou électronique) ainsi que les modalités selon lesquelles les résultats des enchères seront communiqués aux personnes qui ont passé des ordres d’achat ;
- une clause limitative de responsabilité concernant l’état des lots (facultative) ;
- les frais de vente, les modalités de paiement (virement bancaire, chèque, carte de crédit, …) ainsi que le délai dans lequel devra se faire le paiement ;
- les conditions et frais d’enlèvement des achats, notamment les frais applicables aux lots qui ne sont pas retirés immédiatement, la responsabilité concernant les biens achetés après adjudication ainsi que les modalités d’exportation des lots ;
- le cas échéant, l’obligation de payer une TVA à l’importation.

### Confidentialité
Les SVV sont tenues au secret professionnel en ce qui concerne l’identité des vendeurs et des acheteurs, ainsi que plus généralement toutes les informations qui ne sont pas directement liées aux objets mis en vente.

### Crieur
C'est, comme son nom l'indique, celui qui annonce les enchères. C'est aussi le lien entre le commissaire-priseur et la salle : il remet les bulletins et prend les preuves de paiement et l'identité des acheteurs. Il est aussi habilité à prendre des ordres d'achat pour autrui.

## D

### Droit de préemption
La loi du 21 décembre 1921, accorde à l'État, par l’intermédiaire de ses musées nationaux, le droit de substituer au dernier enchérisseur pour acquérir un objet en vente publique. Intervenant une fois l’adjudication prononcée, le droit de préemption est exercé sur proposition du ministère de la Culture, pour le compte des musées nationaux.

## E

### Enchère
Offre supérieure à la mise à prix ou aux offres précédentes pendant l'adjudication.

### Estimation
Évaluation du prix d'une œuvre faite par une personne agréée dans une société de vente ou étude, il peut s'agir d'un commissaire-priseur, d'un clerc ou d'un expert. Cette estimation est généralement une fourchette de prix comprise entre l'estimation basse et l'estimation haute. L'estimation basse est supérieure ou égale à la réserve fixée par le vendeur.

### Étude
Office d'un commissaire-priseur judiciaire, officier ministériel, seul habilité à diriger une vente judiciaire.

### Expert
Personne travaillant pour le compte d'une société de vente et assistant le commissaire-priseur dans l'identification et l'estimation des biens. Ces experts sont des spécialistes reconnus dans leur domaine qui effectuent les recherches nécessaires à la juste qualification de l'objet. L'expert est soumis à une prescription décanale pour l'identification des biens.
Le Conseil des ventes publie la liste des experts agréés, bien que les sociétés de ventes puissent travailler avec des experts non agréés.

### Exposition
Présentation des lots proposés à la vente, elle fait généralement l'objet d'une mise en place particulière et soignée. Elle a lieu la veille de la vacation (ou durant les quelques jours précédents) et le matin de la vente.

## F

### Folle enchère
C'est ainsi qu'est nommée une enchère portée par une personne qui est dans l'incapacité de l'honorer. L'objet du litige est remis à la vente et la différence avec le nouveau prix d'adjudication est alors à la charge du fol enchérisseur.

## M

### Magasin
Pièce attenante à la salle de vente permettant de remiser les objets déjà présentés et adjugés. Les acheteurs, en possession de leur ticket de retrait remis à l'adjudication, s'y rendent à l'issue de la vente pour y récupérer leurs lots auprès du commissionnaire chargé du magasin.

### Mise à prix
Premier prix annoncé par le commissaire-priseur (ou l'expert présentant le lot) à partir duquel débute les enchères. Elle est inférieure à l'estimation basse.

## O

### Ordre d'achat
Un acheteur ne pouvant se rendre à une vente peut mandater un tiers agréé pour porter les enchères en son nom. Le mandataire peut être le commissaire-priseur (ou l'un de ses représentants), l'expert, le crieur ou un commissionnaire. Cet ordre d'achat est effectué gracieusement.
Ces ordres d’achat peuvent prendre trois formes :
- L’ordre fixe : le mandant autorise le tiers à monter les enchères jusqu’à un plafond.
- L’ordre par téléphone : le mandant est appelé pendant la vente pour porter ses enchères à distance.
- L’ordre par Internet : le mandant suit en temps réel l’évolution des enchères sur Internet et peut ainsi porter directement ses enchères. (Ce mode d’enchères est encore peu développé).

## P

### Prix de réserve
Minimum fixé par le vendeur en dessous duquel le commissaire-priseur ne peut adjuger le bien. Il est inférieur ou égal à l'estimation basse et reste confidentiel.

## R

### Rachat
Lorsqu’un objet n’atteint pas la réserve ou n'a pas trouvé preneur, l'objet est retiré et retourne à son propriétaire, on parle alors d'un rachat. La maison de vente peut alors demander des frais dits « de rachat ». S'il y a lieu, ils correspondent généralement à 3 % du montant de la dernière enchère ou, à défaut, de l'estimation basse.
Un lot qui n'est pas adjugé pendant la vacation peut faire l'objet d'une proposition d'achat dans les 3 semaines suivant la vente. L'offre est alors transmise au propriétaire qui est libre de l'accepter ou de la refuser.

### Requête de vente ou Réquisition de vente
Mandat par lequel le vendeur autorise le commissaire-priseur à procéder à la vente de ses biens. Cette requête comporte la description des lots, leur état, leur estimation et le prix de réserve.
La signature préalable de ce document est obligatoire pour la mise aux enchères d'un lot et place l'objet sous la responsabilité de la maison de vente (jusqu'à l'adjudication), sans en transférer la propriété.